# NGC 710
NGC 710 este o galaxie spirală situată în constelația Andromeda. A fost descoperită în 28 octombrie 1850 de către Heinrich Louis d'Arrest. Se află la o distanță de 35,7 de megaparseci de Pământ.